# Starting Over Again
Starting Over Again släpptes på singel i mars 1980 i inspelning av Dolly Parton, och blev en hitlåt på såväl country- som poplistorna i USA. Sången berättar historien om ett medelålders par som skiljer sig efter 30 års äktenskap, och sången skrevs av discosångerskan Donna Summer och hennes man Bruce Sudano. Sången var baserad på Bruce Sudanos föräldrars skilsmässa. Dolly Partons inspelning var en långsam ballad. Den släpptes som första singel från Dolly Partons album Dolly, Dolly, Dolly 1980. "Starting Over Again" placerade sig i USA på 36:e plats på poplistan, och toppade den amerikanska countrylistan den 24 maj 1980.
Sången misstogs ibland med "(Just Like) Starting Over" av John Lennon, som släpptes ungefär samtidigt.
Reba McEntire spelade in en cover på sången 1995, och tog den till 17:e plats på den amerikanska countrylistan.

## Listplaceringar
| Lista (1980)                                        | Topplacering |
| --------------------------------------------------- | ------------ |
| Amerikanska Billboard Hot Country Singles & Tracks  | 1            |
| Amerikanska Billboard Hot 100                       | 36           |
| Amerikanska Billboard Hot Adult Contemporary Tracks | 35           |
| Kanadensiska RPM Country Tracks                     | 2            |

## Reba McEntire version

### Topplaceringar
| Lista (1996)                                | Topplacering |
| ------------------------------------------- | ------------ |
| USA, Billboard Hot Country Singles & Tracks | 19           |
| Kanada, RPM Country Tracks                  | 26           |

### Fotnoter
1. ↑  Tennessean Music Team (24 juli 2009). ”Bruce Sudano's ‘Wedding Day’ rings bells with listeners” (på engelska). Advertisement Music. Arkiverad från originalet den 7 juli 2012. https://archive.is/20120707081634/http://blogs.tennessean.com/tunein/2009/07/24/bruce-sudanos-wedding-day-rings-bells-with-listeners/. Läst 19 september 2015.